# Karl Bugge
Karl Ludvig Tørrisen Bugge, K.L.T. Bugge, född 5 februari 1840 i Kristiania (nuvarande Oslo), död där 3 november 1916, var en norsk jurist och politiker. 
Bugge blev juris kandidat 1864, høyesterettsadvokat 1870, var bosatt som sakförare i Trondheim 1865–86, verkställande direktör för Trondhjems Realkreditbank 1874–86 och för Realkreditbanken i Kristiania 1886–1902. 
Efter att ha varit medlem av Trondheims kommunstyre 1879–83 och stadens ordförande 1882, var Bugge 1883–88, vald av Høyre, Trondheims och Levangers representant på Stortinget. Åren 1891–95 var han ordförande i en departemental kommitté om konkurslagstiftningens revision och  1887–91 statsrevisor. 
Bugge bedrev även ingående studier i frimureriets historia och skrev på detta område bland annat ett grundläggande arbete om det norska frimureriets historia i jubileumsskriften Sankt Johannes-Logen Sankt Olaus til den hvide Leopard i Kristiania (1907) och band I av verket Det danske Frimureris Historie (1909–10).